# Hadropithecus stenognathus
Genre
Espèce
Synonymes
- Pithecodon sikorae von Liburnau, 1900

Hadropithecus est un genre éteint de Lemuriformes de Madagascar de la famille des Archaeolemuridae et dont l'unique espèce est Hadropithecus stenognathus. Les premiers ossements ont été découverts en 1899.

## Description
En raison de sa rareté, c'est l'un des lémuriens disparus les moins bien compris. Il faisait partie de la famille des Archaeolemuridae, les baboon lemurs (« lémuriens babouins ») des anglophones à cause de sa morphologie et de sa dentition qui suggèrent un mode de vie terrestre et un régime alimentaire semblable à celui des babouins actuels.
Il avait des molaires prolongées et une mâchoire courte et solide.